# Meg Connery
Pour les articles homonymes, voir Connery.
Meg Connery (1879 - décembre 1958) est une suffragiste irlandaise.

## Enfance

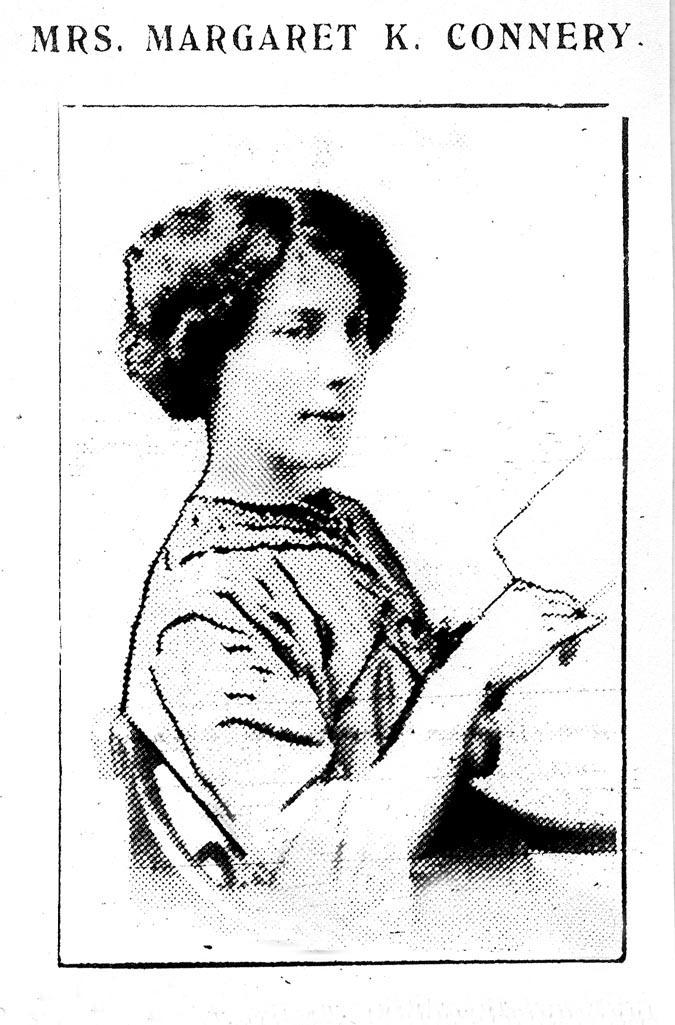
Mme Margaret Connery dans The Irish Citizen (1913)

Margaret Knight naît en 1879, à Triangle, Aughagower, Westport, comté de Mayo, fille de John et Bridget Knight (née Kelly). Elle est la troisième de neuf enfants. Sa sœur, Bridget, est également impliquée dans le mouvement des suffragettes en Amérique. Son oncle, un frère franciscain, encourage son éducation. Connue sous le surnom de Meg, elle épouse Con Connery en 1909. On sait peu de choses sur sa vie avant son implication dans la Irish Women's Franchise League (en).

## Droit de vote
Meg Connery travaille avec Hanna Sheehy-Skeffington et devient vice-présidente de la Irish Women's Franchise League. Elle est connue pour son activisme, brisant des vitres et lançant des pierres, ainsi que pour ses manifestations, son travail sur le citoyen irlandais et son séjour en prison pour cette cause. On se souvient particulièrement d'elle pour la photo prise d'elle distribuant des exemplaires du Irish Citizen à Bonar Law et Sir Edward Carson,,,.

## Emprisonnements et manifestations
Connery ne se fait aucune illusion sur le fait que les femmes voteraient différemment des hommes, ou qu’elles utiliseraient leur vote plus efficacement. Elle est contre les deux poids, deux mesures entre les femmes et les hommes. Elle en parle à plusieurs reprises dans The Irish Citizen (en),,,,,,,. 
En Irlande, comme ailleurs, la moralité publique doit rester dans un état malsain alors que nous tolérons le double standard moral honteux.
Malgré ses arrestations régulières pour destruction de biens, Connery est totalement opposée au recours à la violence pour obtenir le vote. Elle est emprisonnée pendant une semaine en novembre 1911 après une manifestation et de nouveau en novembre 1912 alors qu'elle fait partie du groupe qui brise les vitres de la douane. En 1912, elle se rend à Belfast avec Hanna Sheehy-Skeffington à l'occasion d'une visite de Winston Churchill. Le 28 janvier 1913, elle brise les fenêtres du château de Dublin et elle est arrêtée, cette fois condamnée à un mois d'emprisonnement à Tullamore aux côtés de Mabel Purser, Barbara Hoskins et Margaret Cousins,. Les prisonnières entament une grève de la faim pour exiger d'avoir le statut de prisonnières politiques. L'un des prisonnières, Hoskins, est atteinte d'une insuffisance cardiaque et elle est immédiatement libérée, tandis que les exigences sur le statut politique sont accordées aux prisonnières. Durant son emprisonnement, Connery est élue vice-présidente de la Irish Women's Franchise League. En 1914, Connery organise les premiers discours sur le droit de vote à Longford, dans le comté de Leitrim et à Roscommon,,,,,,,.

## 1914-1918
La Première Guerre mondiale voit l'introduction de la loi sur les maladies contagieuses, contre laquelle Connery proteste car elle estime que le but est de rendre les relations sexuelles sans danger pour les hommes, en particulier pour les soldats et les marins. En 1915, le gouvernement britannique ferme la mer du Nord le temps de la conférence internationale des femmes pour la paix à La Haye et les Irlandaises ne peuvent pas y assister. Connery préside la réunion de protestation irlandaise à ce sujet à Dublin. Bien que la loi sur la représentation du peuple (en) de 1918 donne le droit de vote aux femmes. Connery critique l'accès limité accordé et continue d'exiger une égalité totale,,,,.

## Autres engagements institutionnels
Connery est membre du Syndicat irlandais des travailleurs du lin, le Irish Linen Worker's Union. Elle œuvre pour l'amélioration des conditions de travail. Elle travaille également pour la Croix Blanche irlandaise (en) et, en 1922, elle fait partie d'une délégation chargée d'examiner les destructions de Tipperary et de Cork causées par la guerre d'indépendance irlandaise.

## Fin de vie et commémoration
Meg Connery meurt d'une insuffisance cardiaque le 6 décembre 1958,. Elle est enterrée au cimetière de Mount Jerome, Harold's Cross (en) Dublin, dans une tombe anonyme, aux côtés de son mari Con qui est décédé avant elle,.
Le 5 avril 2024, le comité commémoratif de Meg Connery érige une pierre tombale au cours d'une cérémonie au cimetière de Mount Jerome à Dublin, sur la tombe redécouverte de Connery et de son mari. La botaniste Micheline Sheehy Skeffington (en), petite-fille d'Hanna Sheehy-Skeffington, suffragiste, fondatrice de la Irish Women's Franchise League et compagne de lutte de Meg Connery, dévoile la pierre tombale.